# Бет (літера)
Бет, івр. בֵּי"ת — друга літера гебрайської абетки. Пишеться ב. Має числове значення (гематрію) 2.

### Бет в теорії множин
В теорії множин символ {\displaystyle \beth _{1}} (читається «бет один») позначає потужність множини, яка рівна {\displaystyle 2^{\aleph _{0}}}. Відповідно, існують символи {\displaystyle \beth _{2}}, {\displaystyle \beth _{3}} и так далі. Більш докладно — статті про потужність множин.

### Зв'язок з алеф номером
Припускаючи, що аксіома вибору нескінченної потужності лінійно впорядкована, то немає двох потужностей які не можуть бути порівняні. Таким чином, оскільки, за визначенням, не є нескінченними потужності між {\displaystyle \aleph _{0}} і {\displaystyle \aleph _{1}} випливає, що {\displaystyle \beth _{1}\geq \aleph _{1}.}
Повторюючи це міркування (див. трансфінітних індукції) отримуємо: {\displaystyle \beth _{\alpha }\geq \aleph _{\alpha }} для всіх ординалів {\displaystyle \alpha }.
Континуум-гіпотеза еквівалентна {\displaystyle \beth _{1}=\aleph _{1}.}
Узагальнення континуум-гіпотези стверджує, що послідовність чисел Бет визначена так само, як послідовність Алеф номерів, тобто {\displaystyle \beth _{\alpha }=\aleph _{\alpha }} для всіх порядкових чисел {\displaystyle \alpha }.

## Визначення
Для визначення числа Бет, припустимо
{\displaystyle \beth _{0}=\aleph _{0}}
є потужність будь-якої зліченної нескінченної множини (для прикладу візьмемо множину {\displaystyle \mathbb {N} } з натуральних чисел). Позначимо P(A) булеан або множину всіх підмножин множини A. Тоді визначимо
{\displaystyle \beth _{\alpha +1}=2^{\beth _{\alpha }},}
яка є потужністю булеану А, якщо {\displaystyle \beth _{\alpha }} є потужністю А.
Маючи це означення
{\displaystyle \beth _{0},\ \beth _{1},\ \beth _{2},\ \beth _{3},\ \dots }
є відповідно потужностями
{\displaystyle \mathbb {N} ,\ P(\mathbb {N} ),\ P(P(\mathbb {N} )),\ P(P(P(\mathbb {N} ))),\ \dots .}.
Тоді друге число Бет {\displaystyle \beth _{1}} дорівнює {\displaystyle {\mathfrak {c}}}, потужності континууму, і третє число бет {\displaystyle \beth _{2}} — потужність булеану континууму.
Тоді за Теоремою Кантора кожен набір в попередній послідовності має потужність строго більше, ніж попередній. Для нескінченних порядкових чисел λ відповідне число Бет визначається як верхня межа чисел Бет для всіх порядкових чисел строго менших за λ:
{\displaystyle \beth _{\lambda }=\sup\{\beth _{\alpha }:\alpha <\lambda \}.}

## Окремі кардинальні числа

### Бет-нуль
Так як за означенням це є {\displaystyle \aleph _{0}} або алеф нуль, тоді множини з потужністю {\displaystyle \beth _{0}} включають:
- натуральні числа N
- раціональні числа Q
- алгебраїчні числа
- множину скінченних множин цілих чисел

### Бет один
Множини з потужностями {\displaystyle \beth _{1}} включають в себе:
- трансцендентні числа
- ірраціональні числа
- дійсні числа R
- комплексні числа C
- евклідовий простір Rn
- множину всіх підмножин множини натуральних чисел
- множину послідовностей цілих чисел (тобто всі функції N → Z, часто позначаються ZN)
- множину послідовностей дійсних чисел, RN
- множину всіх неперервних функцій з R на R
- множину скінченних підмножин дійсних чисел

### Бет два
{\displaystyle \beth _{2}} також називають 2c. Множини з потужністю {\displaystyle \beth _{2}} включають в себе:
- множину всіх функцій з R на R (RR)
- множина всіх функцій з Rm на Rn